# Río Trnava

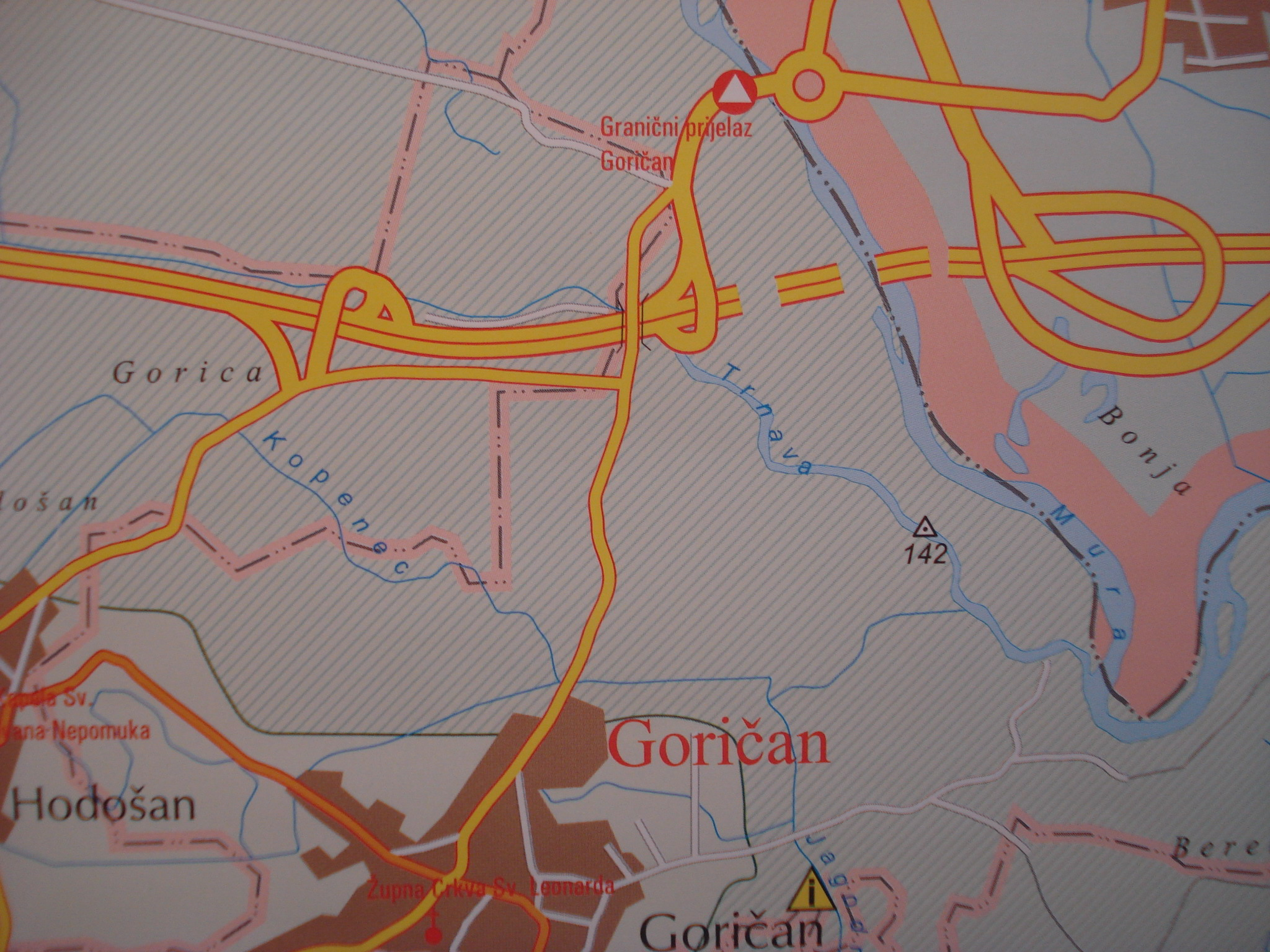
Parte del mapa del condado de Međimurje que muestra el curso inferior y la desembocadura de Trnava

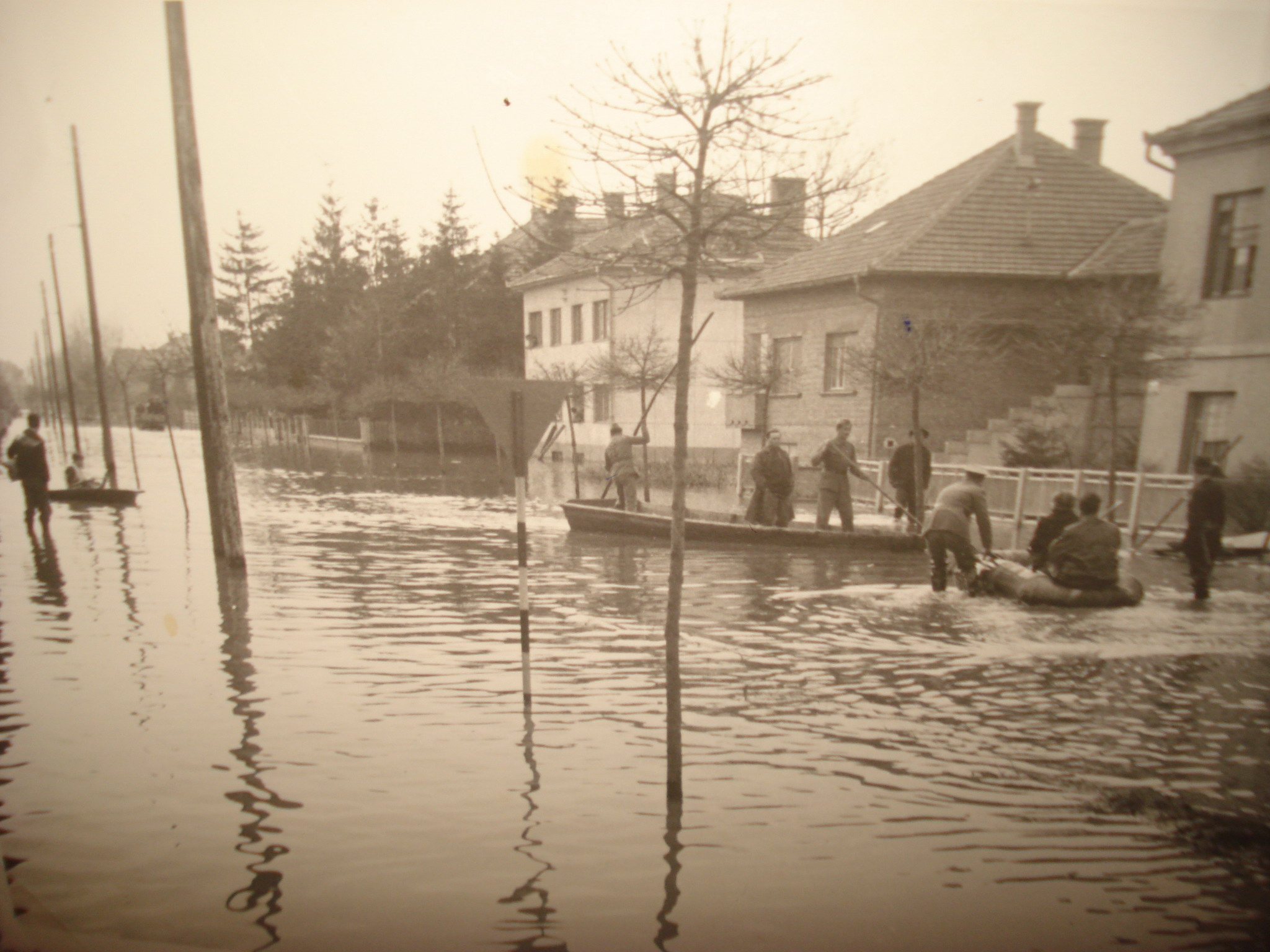
Marzo de 1963 inundación de Čakovec

El Trnava es un río en el norte de Croacia, un afluente derecho del río Mura y el último importante en desembocar en el Mura antes de su confluencia con el Drava. Fluye a través del condado de Međimurje.

## Geografía e hidrografía
El río tiene una longitud de 46,9 km y su cuenca hidrográfica drena una superficie de unos 250 km². Nace a una altitud de 300 metros cerca del pueblo de Vukanovec, en el municipio de Gornji Mihaljevec, situado en la parte montañosa y noroccidental del condado. El curso superior del río fluye hacia el sur y luego gira junto al pueblo de Macinec hacia el este. A continuación, fluye como un arroyo de llanura de movimiento lento que desemboca en el Mura. La desembocadura del río se encuentra cerca del pueblo de Goričan, a una altitud de 140 metros.
El Trnava está incorporado a la red de estanques de retención de agua y canales de riego del condado de Međimurje. El nivel de agua del río puede fluctuar a lo largo del año, siendo ocasionalmente muy bajo durante los periodos de sequía y a veces extremadamente alto después de las lluvias más intensas.
A lo largo de su curso, Trnava recibe las aguas de muchos afluentes (la mayoría de ellos procedentes del lado izquierdo, como Dragoslavec, Goričica, Pleškovec, Knezovec, Hrebec, Brezje, Boščak, Murščak, Korenatica, y algunos de ellos del lado derecho, como Kopenec y Sratka), se vuelve más ancho, más profundo y más lento, y finalmente desemboca en el Mura.
A lo largo de sus orillas hay una cadena de pueblos ( Gornji Mihaljevec, Macinec, Nedelišće, Pribislavec, Štefanec, Mala Subotica, Palovec, Strelec, Držimurec, Turčišće ), así como la ciudad de Čakovec, la sede del condado.

## Historia
En el pasado, el Trnava era un afluente izquierdo del río Drava, pero tras los cambios ocasionales de los cursos de agua del Drava y del Mura en muchos siglos atrás (debido a las inundaciones) fue cortado por el Mura, convirtiéndose en el afluente derecho de este último. El curso inferior del río sigue existiendo hoy en día y se llama Stara Trnava (=Viejo Trnava), estando incorporado a la red de canales de agua Bistrec-Rakovnica, que desemboca en el Drava al este de Donja Dubrava.
Durante los siglos pasados, el Trnava era importante para llenar los fosos que rodeaban el castillo de Zrinski en Čakovec. En la primera mitad del siglo XX el río aún no estaba bien regulado y esto provocaba a menudo inundaciones. La última inundación grave en Čakovec se produjo el 12 de marzo de 1963. Desde entonces, se reconstruyeron y elevaron las orillas del río, por lo que las inundaciones cesaron.

## Galería

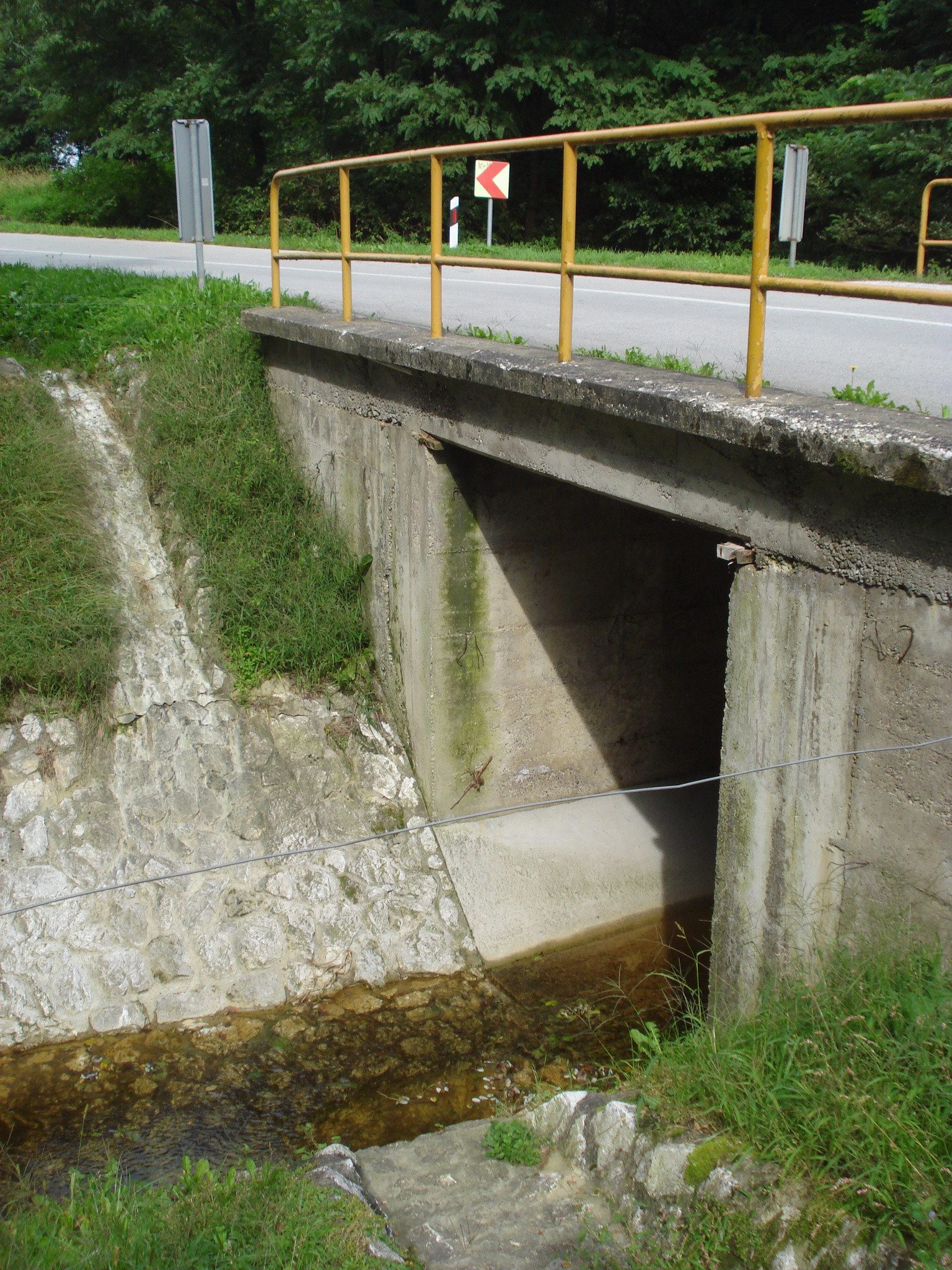
El Trnava como un pequeño arroyo en Gornji Mihaljevec
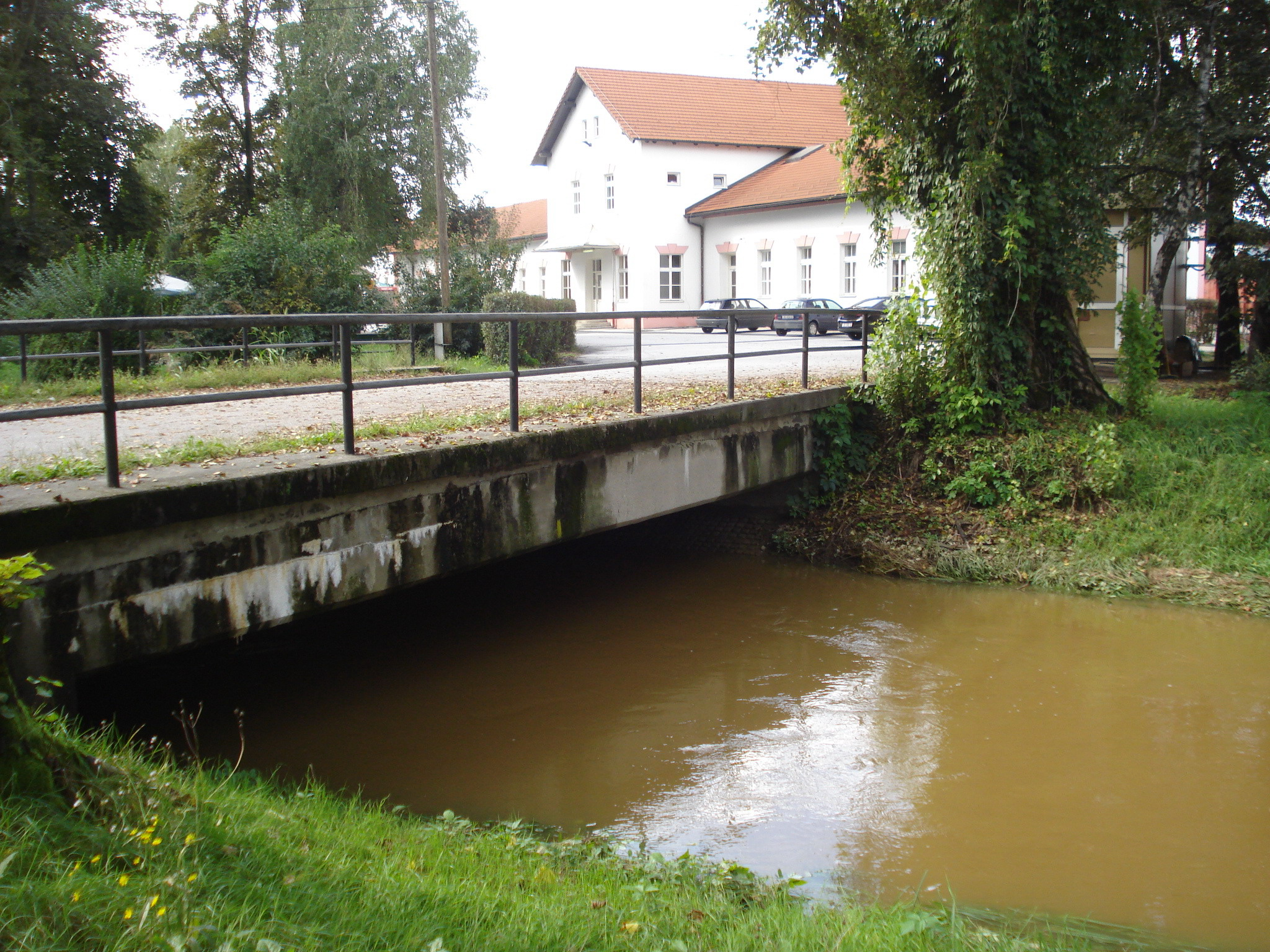
Puente sobre el Trnava en la estación de tren de Čakovec
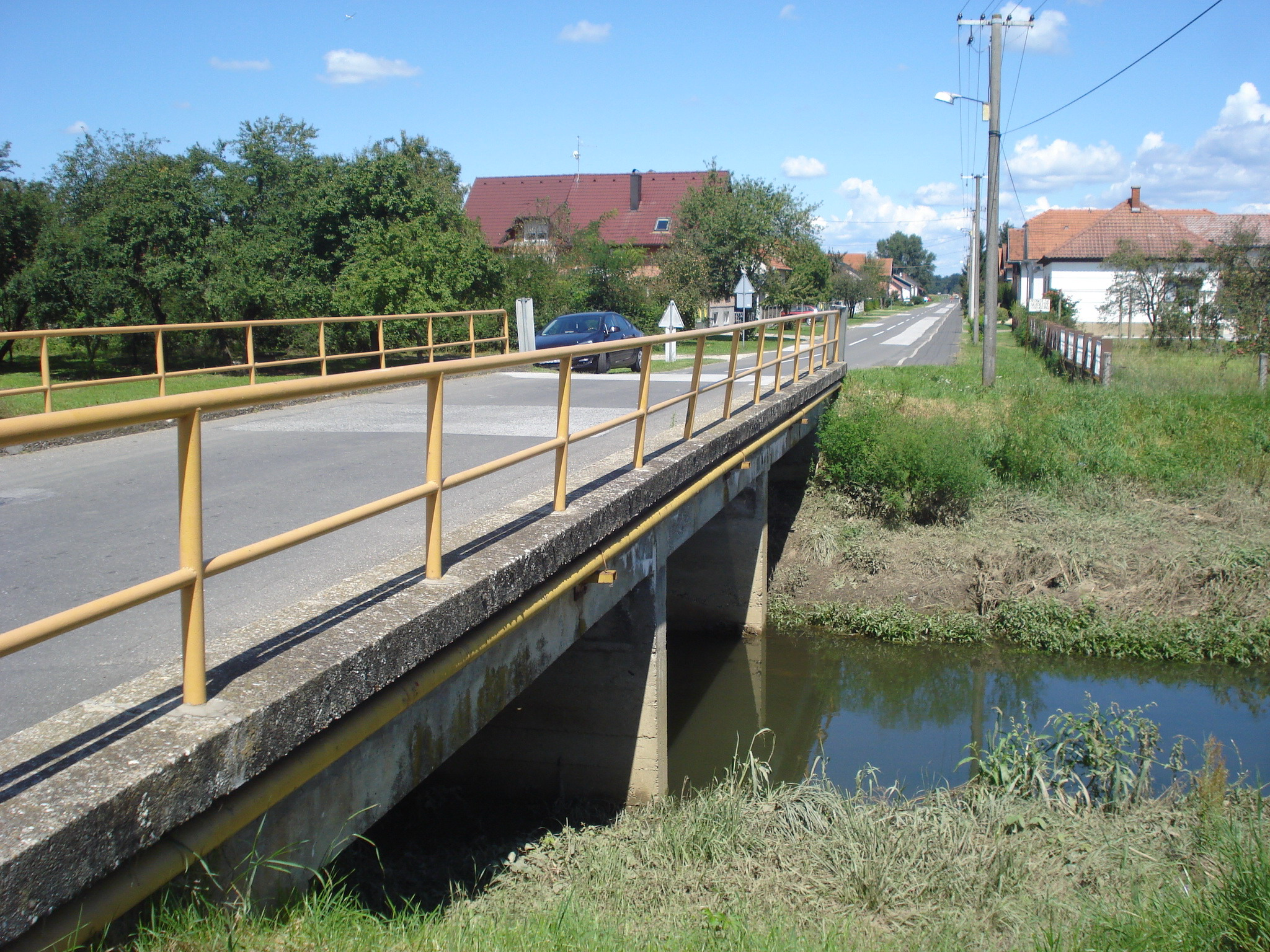
Puente sobre el Trnava en Mala Subotica
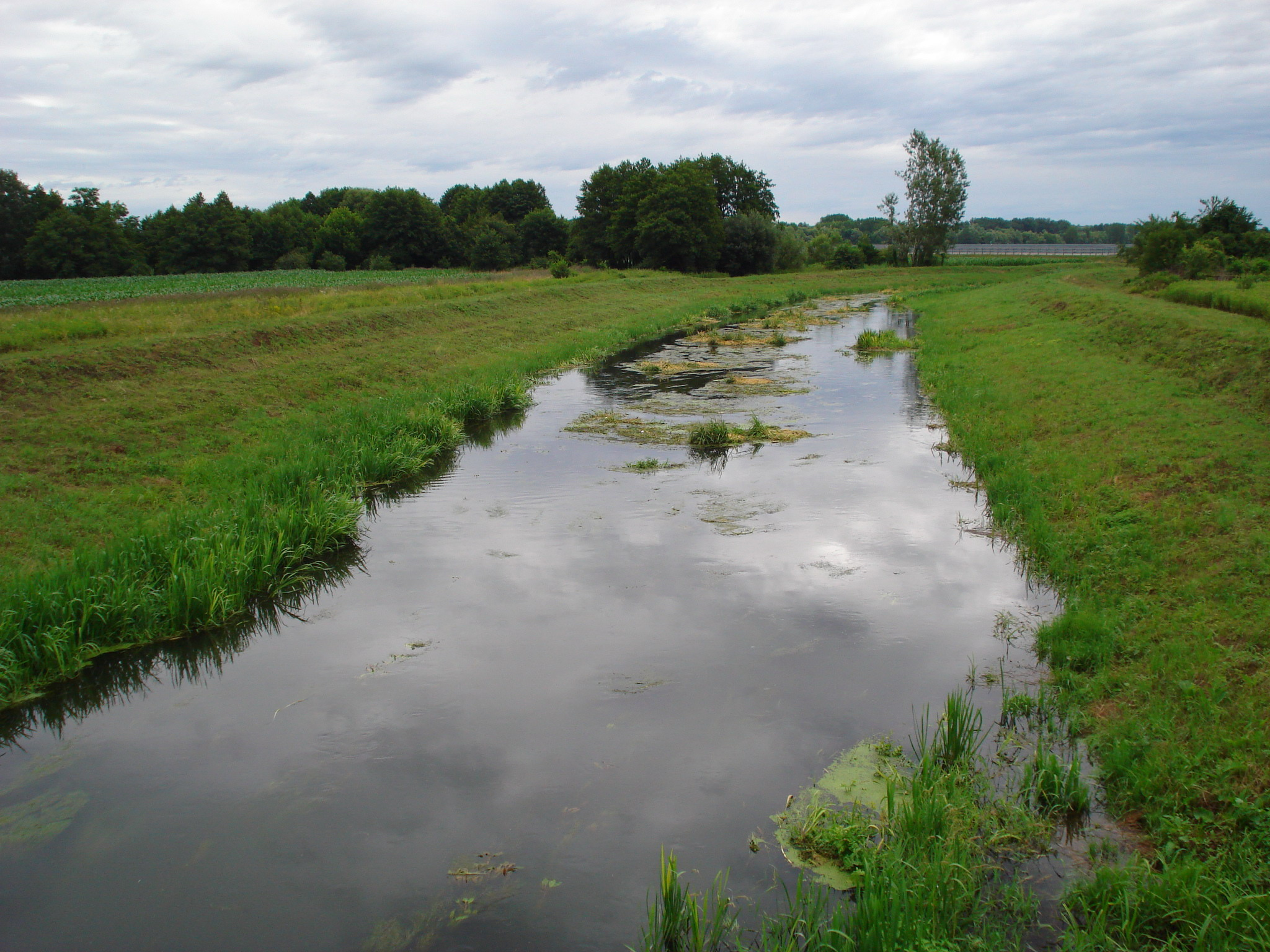
El Trnava en Goričan